# Американо-руандийские отношения
Американо-руандийские отношения — двусторонние дипломатические отношения между США и Руанды. 

## История
Соединённые Штаты установили дипломатические отношения с Руандой в 1962 году, после обретения ей независимости от Бельгии. С 1990 по 1994 год в Руанде была гражданской войны и геноцид. Соединенные Штаты стремятся помочь Руанде в развитии экономики и демократических институтов. Соединенные Штаты поддерживают усилия Руанды в развитии государственных учреждений, обеспечении безопасности, содействия примирению и укрепления системы правосудия.

## Торговля
Экспорт из США в Руанду: самолеты, фармацевтические продукты, оборудование, оптические и медицинские инструменты, сельскохозяйственная продукция. Импорт США из Руанды: кофе, вольфрамовая руда и одежда. Руанда имеет право на льготы в торговле с США в рамках программы Африканского экономического роста и возможностей. У Соединенных Штатов подписано торговое соглашение с Восточноафриканским сообществом.